# Gran Mufti di Tunisia
Il mufti della Repubblica tunisina è la più alta autorità religiosa del Paese. Ha le funzioni di consigliere e rappresentante dello Stato per gli affari religiosi islamici.
Nominato dal presidente della Repubblica tunisina tra gli ulema del Paese, il mufti presiede all'Ufficio del mufti, una delle più antiche istituzioni nazionali a vocazione religiosa, sotto la tutela della Presidenza del governo tunisino. È assistito nel suo lavoro da dei quadri.
Inizialmente, secondo il decreto del 28 febbraio 1957, il suo titolo esatto era mufti adiyar ettounisia, in seguito modificato in mufti de la République dal decreto del 6 aprile 1962, dove le sue funzioni sono ugualmente definite.

## Funzioni
- Fissare l'inizio di ciascun mese lunare e delle feste religiose basandosi sull'osservazione delle fasi lunari e riferendosi al calcolo astronomico;
- rilasciare i certificati di conversione all'islam su domanda dei non musulmani di ogni Paese e nazionalità;
- rappresentare la Repubblica tunisina nei seminari scientifici e nelle accademie internazionali islamiche, presentandovi studi specifici;
- dare suggerimenti e consigli riguardo ai testi scolastici, documenti, politiche e studi di argomento islamico;
- rispondere a domande relative all'islam, per  corrispondenza o in modo diretto.

## Storia
Il primo presidente della Repubblica tunisina, Habib Bourguiba, era di stampo secolarista: nel 1956 fece pubblicare un Codice dello statuto della persona che proibiva la poligamia, innalzava l'età di matrimonio per le donne a 17 anni, rese più semplice per le donne ottenere un divorzio e proibì i matrimoni combinati per le ragazze minorenni; principale artefice del testo fu l'ex Ministro della giustizia Mohamed Abdelaziz Djait, che nel 1957 Borguiba nominò Gran Mufti, fino al 1960.
Nel 1958, Bourguiba proseguì le riforme sostituendo l'Università islamica al-Zaytuna con la Facoltà di Shari`a e Teologia dell'Università di Tunisi e nel 1962 istituì ufficialmente l'incarico di mufti della Repubblica, affidando l'incarico a Mohamed Fadhel Ben Achour, già decano della Facoltà di Teologia di Tunisi (ex Università Zituna), tra i pochi religiosi tunisini ad aver difeso teologicamente le riforme giuridiche da lui volute come compatibili con l'islam.
Il successore di Borguiba, Zine El-Abidine Ben Ali (1987–2011), istituì un Alto Consiglio Islamico, e richiese che gli imam delle moschee fossero nominati dal ministro degli Affari religiosi; in particolare una legge del 1988 vietò tutte le attività e gli incontri nelle moschee organizzati da predicatori che non fossero nominati dallo Stato. Sotto il suo regime, spesso le persone che apparivano come musulmani praticanti, o che si associavano ad essi, venivano fermate e interrogate dalla polizia, mentre le nuove moschee potevano essere costruite solo con l'autorizzazione del governo e restavano di proprietà statale.
Dopo la caduta del regime di Ben Ali, la morsa sull'attivismo islamico si è allentata, con particolare riferimento alla legge del 1988 che vietava ogni attività religiosa non approvata dallo Stato. Nei mesi successivi alla rivoluzione dei Gelsomini, molti imam che erano stati nominati dal regime furono sostituiti, spesso da islamici radicali (legati al partito conservatore Ennahda che vinse le elezioni costituenti del 2011), e nell'ottobre 2011 il ministro degli Affari religiosi annunciò di aver perso il controllo di 400 moschee.
Nel marzo 2013 il ministro degli affari religiosi appellò i tunisini a combattere il jihad in Siria, appello seguito da circa 3.000 tunisini, mentre il Gran Mufti Othman Battikh, che era stato nominato da Ben Ali nel 2008, suscitò opposizione per una sua fatwā dell'aprile 2013 di condanna alle ragazze tunisine che prendevano parte al jihad in Siria. Battikh ha espresso più volte posizioni critiche verso l'islamismo radicale di matrice salafita e wahabbita ed è considerato un moderato.
Il nuovo presidente Moncef Marzouki lo depose nel luglio 2013, sostituendolo con Sayed Hamda, noto per aver sostenuto l'appello della Commissione per la Promozione della Virtù e la Prevenzione del Vizio per la reintroduzione della poligamia.
Tuttavia, a seguito di una serie di attentati terroristici nel 2014 e nel 2015, con gravi danni anche al settore turistico, il governo creò un'unità di crisi contro il terrorismo, attuò misure di repressione contro alcune radio e televisioni religiose accusate di diffondere il terrorismo, e ristabilì il controllo statale su tutte le moschee. Il 2 febbraio 2015 il Primo Ministro Habib Essid nominò l'ex Gran Mufti Othman Battikh come Ministro degli Affari religiosi del suo governo, fino al 6 gennaio 2016, quando fu dimesso dopo che un'inchiesta era stata aperta su di lui per malversazioni finanziarie.
Il 12 gennaio 2016, il presidente Beji Caid Essebsi nominò per la seconda volta Othman Battikh come mufti della Repubblica.
Nel giugno 2016, a seguito di una proposta di legge del deputato Mehdi Ben Gharbia per stabilire l'uguaglianza tra uomo e donna nella successione ereditaria, il Gran Mufti ha ribadito la posizione tradizionale islamica, secondo cui nessuna ijtihad, interpretazione, è possibile, laddove vi è un chiaro versetto del Corano di senso contrario, e ha ribadito ciò a seguito dell'invito del Ministro della famiglia Samira Maray ad aprire un dibattito pubblico.
Il 13 agosto 2017 il presidente Essebsi ha riaperto il dibattito sull'uguaglianza tra uomo e donna in occasione della Giornata della Donna, e in tale circostanza l'Ufficio de mufti (Diwan al-Ifta) ha espresso parere favorevole alla legalizzazione dei matrimoni misti anche per le donne, mentre il tabu sulla successione ereditaria è stato confermato anche dal Grande Imam di al-Azhar.

## Lista
- Mohamed Abdelaziz Djayt (1957-1960)
- Mohamed Fadhel Ben Achur (1962-1970)
- Mohamed El Hédi Belkadhi (1970-1976)
- Mohamed Habib Belkhodja (1976-1984)
- Mohamed Mokhtar Sellami (1984-1998)
- Kameleddine Djayt (1998-2008)
- Othman Battikh (2008-2013)
- Hamda Sayed (2013-2016)
- Othman Battikh (2016-2022)